# Freie Arbeiter-Union Deutschlands

Bandera del anarcosindicalismo, usada por la FAUD.

La Freie Arbeiter-Union Deutschlands (traducido como, Sindicato Libre de Trabajadores Alemanes o Unión Libre de Trabajadores Alemanes, abreviado FAUD) era una organización anarcosindicalista fundada en 1919 en Alemania. Procedía de la “Freie Vereinigung deutscher Gewerkschaften“, fundada en 1897 como una escisión de los grupos social-demócratas alemanes. Eran los llamados Localistas, que basaban su organización en grupos federales. En 1908 el Partido Social-Democrático expulsaba a los Localistas, que cambiaban su nombre por Sindicalistas. Eran alrededor de 8.000 miembros en Alemania, especialmente en Berlín.

## Desde 1918
Después de la Primera Guerra Mundial se reorganiza su organización y su periódico con nombres nuevos: "Freie Arbeiter-Union Deutschlands" y "Der Syndikalist". Hasta 1921 la FAUD había reunido 150.000 miembros en seis ramas profesionales: construcción, tráfico, grava, minería, textil y madera. Las personas más importantes eran Rudolf Rocker (la cabeza del movimiento internacional), Augustin Souchy, pero también algunos anarcosindicalistas que fueron en 1936 a España, por ejemplo Helmut Rüdiger. 

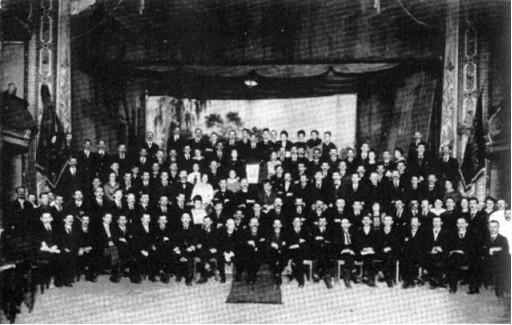
Congreso de la FAUD.1922

Los centros geográficos del FAUD eran Berlín, Schlesien, la cuenca del Ruhr, Renania, Sajonia, las ciudades de la costa, como Hamburg, Bremen y generalmente casi todas las ciudades grandes. 
El anarcosindicalismo era un movimiento autónomo de trabajadores que no se unificó con los comunistas u otros partidos de la izquierda. Los anarcosindicalistas consideraban todas las organizaciones como centralistas, especialmente los partidos obreros KPD y SPD, a lo que eran contrarios. Su mayor influencia transcurre de 1919 hasta 1923, tras la Revolución de Noviembre y en la guerra en la cuenca del Ruhr ("Ruhrkampf"), donde la FAUD participaba con más o menos el 40 por ciento de los combatientes. Con el retroceso de la situación revolucionaria, la FAUD pasó a ser una organización minoritaria. Solamente en unas pocas fábricas, los miembros de la FAUD estipulaban convenios colectivos desde 1933. En este año la FAUD es prohibida por los nacionalsocialistas, contando por entonces con menos de 5.000 miembros.

## Influencia cultural y gentes prominentes
Pero su influencia durante la República de Weimar no era poca. Los anarcosindicalistas participaban en los movimientos de libre-agremiación ("Gilde freiheitlicher Bücherfreunde"), en el librepensamiento ("Freidenkerbewegung"), en el reconocimiento de la sexualidad ("Sexualaufklärung") y otro movimientos culturales. Miembros muy importantes de FAUD o su juventud “Syndikalistisch-Anarchistische Jugend Deutschlands” (SAJD) eran por ejemplo los escritores Theodor Plivier, Erich Mühsam, Etta Federn-Kohlhaas, Anni Geiger- Gog, el pintor Heinrich Vogeler (de la colonia de artistas de Worpswede), el político Herbert Wehner y el abogado obrero Victor Fraenkl. Personas cercanas eran por ejemplo las feministas Helene Stöcker o Anita Augspurg, el primer historiador del anarquismo Max Nettlau, de Austria. Temporalmente, el escritor alemán Carl Einstein colaboró con la CNT en 1936 y fue un admirador de Durruti. Y Durruti encontró refugio en Berlín en casa de Rudolf Rocker en la década 1920. No por último las muy importantes personas de la 1922 fundado AIT eran de alemán. El estatuto era de Rocker y el escaño de AIT era en Berlín desde 1933. Los periódicos de la FAUD ("Der Syndikalist") y de la AIT ("Die Internationale") eran muy importantes y hasta la fecha son más importante para los historiadores también.

## Desde 1933
Después 1933 los militantes de la FAUD empezaban la resistencia contra el nacionalsocialismo. Una parte de los anarcosindicalistas quedaba en Alemania y estaban arraigado en 1937. La otra parte iba a España para participar en la Revolución Española de 1936 y la guerra civil española. Un grupo se llamó “Deutsche Anarcho-Syndikalisten” (DAS). Era un grupo establecido en Barcelona que era el corresponsal oficial de Alemania durante la revolución. Los miembros estaban autorizados para actuar contra los nacionalsocialistas alemanes en España. En el frente había muchos alemanes, por ejemplo en la división Erich Mühsam de la Columna Durruti.

## Desde 1945
Después del fin de la Segunda Guerra Mundial, en 1947 en Alemania se fundó la "Föderation freiheitlicher Sozialisten" (FFS), que fue miembro de la AIT por unos pocos años. En 1977, la FFS extinta desde hace tiempo, renace en la Freie Arbeiter-Union (FAU), con grupos importantes en Berlín, Hamburgo, Fráncfort del Meno y Hanóver.